# Canton de Royan
Le canton de Royan est une circonscription électorale française du département de la Charente-Maritime recréée par le décret du 27 février 2014 et entrée en vigueur lors des élections départementales de 2015.

## Histoire
Le canton de Royan a été divisé en deux en 1973 avec la création des cantons de Royan-Est et de Royan-Ouest.
Un nouveau découpage territorial de la Charente-Maritime entre en vigueur en mars 2015, défini par le décret du 27 février 2014, en application des lois du 17 mai 2013 (loi organique 2013-402 et loi 2013-403). Les conseillers départementaux sont, à compter de ces élections, élus au scrutin majoritaire binominal mixte. Les électeurs de chaque canton élisent au Conseil départemental, nouvelle appellation du Conseil général, deux membres de sexe différent, qui se présentent en binôme de candidats. Les conseillers départementaux sont élus pour 6 ans au scrutin binominal majoritaire à deux tours, l'accès au second tour nécessitant 12,5 % des inscrits au 1er tour. En outre la totalité des conseillers départementaux est renouvelée. Ce nouveau mode de scrutin nécessite un redécoupage des cantons dont le nombre est divisé par deux avec arrondi à l'unité impaire supérieure si ce nombre n'est pas entier impair, assorti de conditions de seuils minimaux. En Charente-Maritime, le nombre de cantons passe ainsi de 51 à 27. 
Le canton de Royan est composé de communes issues des anciens cantons de Royan-Est (1 commune + 1 fraction de commune) et de Royan-Ouest (1 commune + 1 fraction de commune). Le bureau centralisateur est fixé à Royan. Il est entièrement inclus dans l'arrondissement de Rochefort.

## Représentation

### Conseillers d'arrondissement (de 1833 à 1940)
Le canton de Royan avait deux conseillers d'arrondissement. 
Il faisait partie de l'arrondissement de Marennes jusqu'à sa disparition en 1926.
| Période                                  | Période | Identité                                     | Étiquette | Qualité |
| ---------------------------------------- | ------- | -------------------------------------------- | --------- | --- |
| 1833                                     | 1836    | Étienne Achille Pelletan (1780-1852)         |           | Pasteur, notaire, juge de paix, propriétaire, ancien maire de Royan (1814-1815)                                                 |
| 1836                                     | 1842    | Raymond Chouchet-Deplaces (1779-1879)        |           | Propriétaire, maire de Royan (1830-1841)                                                                                        |
| 1842                                     | 1848    | Pierre Timothée Cherpentier (1786-1850)      |           | Ancien notaire, maire de Royan (1826-1830 et 1845-1850)                                                                         |
|                                          |         |                                              |           | |
| 1852                                     |         | M. Lormier                                   |           | Juge de paix, ancien maire de Marennes                                                                                          |
|                                          |         |                                              |           | |
| 1883                                     | 1913    | Élisée Labbé                                 |           | Maire de L'Éguille-sur-Seudre                                                                                                   |
| 1883                                     | 1913    | Ernest Filleux (1841-1915)                   |           | Propriétaire, Ministre du Saint Evangile du culte réformé, conseiller municipal de Royan, Président du conseil d'arrondissement |
| 1913                                     | 1919    | Paul Bouyer                                  |           | Capitaine d'infanterie, adjoint au maire de Breuillet                                                                           |
| 1919                                     | 1928    | Philippe Gantier                             | Rad.      | Médecin à Royan |
| 1919                                     | 1925    | M. Chapront                                  |           | |
| 1925                                     | 1931    | Jean-Mathurin Rouffineau                     |           | Agriculteur, maire de Breuillet                                                                                                 |
| 1931                                     | 1937    | Lucien Baudet (1879-1955)                    |           | Médecin, conseiller municipal de Royan                                                                                          |
| ?                                        | 1940    | M. Vollet                                    | Rad.      | |
| 1937                                     | 1940    | Marcel Filleux (1889-1945, fils d'E.Filleux) | Rad.      | Ingénieur des Arts et Manufactures, propriétaire à Royan                                                                        |
| 1940                                     |         |                                              |           | Les conseils d'arrondissement ont été suspendus par la loi du 12 octobre 1940 et n'ont jamais été réactivés                     |
| Les données manquantes sont à compléter. |         |                                              |           | |

### Conseillers généraux avant 2015
| Période | Période          | Identité                                 | Étiquette               | Qualité |
| ------- | ---------------- | ---------------------------------------- | ----------------------- | --- |
| 1833    | 1836 (décès)     | André Correnson                          |                         | Juge de paix et propriétaire à Saint-Sulpice                                                                                              |
| 1836    | 1839             | Étienne Achille Pelletan                 |                         | Notaire impérial à Royan Ancien maire de Royan (1808-1809), conseiller d'arrondissement                                                   |
| 1839    | 1852 (décès)     | François Chaumont                        |                         | Ingénieur maritime retraité à Vaux |
| 1852    | 1864             | Comte Alfred de La Grandière (1804-1886) |                         | Militaire Maire de Semussac (vers 1850) Maire de Royan (1854-1863)                                                                        |
| 1864    | 1905 (décès)     | Frédéric Garnier                         | Républicain             | Propriétaire agricole Conseiller municipal de Vaux-sur-Mer (1865-1870) Maire de Royan (1871-1904) Député (1889-1903) Sénateur (1903-1905) |
| 1905    | 1914 (démission) | Albert Barthe                            | Républicain             | Propriétaire Maire de Royan (1904-1908)                                                                                                   |
| 1914    | 1928             | Henri Boulan                             | Rad.                    | Entrepreneur de travaux publics, adjoint au maire de Royan                                                                                |
| 1928    | 1940             | Philippe Gantier                         | Rad.                    | Médecin à Royan, conseiller d'arrondissement                                                                                              |
|         |                  |                                          |                         | |
| 1945    | 1949             | Yves Domecq                              | Rad.Ind. puis Gaulliste | Médecin, ancien résistant Maire de Royan de mai à septembre 1945                                                                          |
| 1949    | 1955             | Paul Métadier                            | RPF puis DVD            | Pharmacien, maire de Royan (1923-1930, 1935-1939)                                                                                         |
| 1955    | 1969 (décès)     | Charles Regazzoni                        | Rad.                    | Entrepreneur de travaux publics Maire de Royan (1945-1953)                                                                                |
| 1969    | 1973             | Jean Papeau                              | PCF                     | Instituteur puis directeur d'école Conseiller municipal de Royan Élu en 1973 dans le canton de Royan-Est                                  |

### Conseillers départementaux depuis 2015
| Période élective | Période élective | Mandat | Mandat   | Identité             | Nuance | Nuance | Qualité |
| ---------------- | ---------------- | ------ | -------- | -------------------- | ------ | ------ | --- |
| 2015             | 2021             | 2015   | 2021     | Dominique Bussereau  |        | DVD    | Député, Président du conseil général sortant Président du Conseil départemental Ancien conseiller général du Canton de Royan-Est |
| 2015             | 2021             | 2015   | 2021     | Marie-Pierre Quentin |        | LR     | Attachée parlementaire du Député Didier Quentin Ancienne Conseillère municipale de Port-des-Barques                              |
| 2021             | 2028             | 2021   | en cours | Patrice Libelli      |        | DVD    | Conseiller principal d'éducation, maire de Vaux-sur-Mer                                                                          |
| 2021             | 2028             | 2021   | en cours | Marie-Pierre Quentin |        | LR     | Conseillère sortante |

### Résultats détaillés

#### Élections de mars 2015
À l'issue du 1er tour des élections départementales de 2015, deux binômes sont en ballottage : Dominique Bussereau et Marie-Pierre Quentin (UMP, 47,49 %) et Marie Garnier et Thierry Rogister (FN, 27,67 %). Le taux de participation est de 53,87 % (12 322 votants sur 22 872 inscrits) contre 50,08 % au niveau départemental et 50,17 % au niveau national.
Au second tour, Dominique Bussereau et Marie-Pierre Quentin (UMP) sont élus avec 68,66 % des suffrages exprimés et un taux de participation de 52,73 % (7 416 voix pour 12 060 votants et 22 871 inscrits).
Dominique Bussereau a quitté LR.

#### Élections de juin 2021
Le premier tour des élections départementales de 2021 est marqué par un très faible taux de participation (33,26 % au niveau national). Dans le canton de Royan, ce taux de participation est de 32,96 % (8 170 votants sur 24 788 inscrits) contre 33,83 % au niveau départemental. À l'issue de ce premier tour, deux binômes sont en ballottage : Patrice Libelli et Marie-Pierre Quentin (Union à droite, 35,81 %) et Josefa La Foret et Olivier Lys (RN, 23,49 %).
Le second tour des élections est marqué une nouvelle fois par une abstention massive équivalente au premier tour. Les taux de participation sont de 34,3 % au niveau national, 34,56 % dans le département et 34,44 % dans le canton de Royan. Patrice Libelli et Marie-Pierre Quentin (Union à droite) sont élus avec 70 % des suffrages exprimés (5 346 voix pour 8 538 votants et 24 788 inscrits),,. 

## Composition depuis 2015
Le canton de Royan comprend 3 communes entières.
| Nom                           | Code Insee | Intercommunalité    | Superficie (km2) | Population (dernière pop. légale) | Densité (hab./km2) | Modifier                                    |
| ----------------------------- | ---------- | ------------------- | ---------------- | --------------------------------- | ------------------ | ------------------------------------------- |
| Royan (bureau centralisateur) | 17306      | CA Royan Atlantique | 19,30            | 19 322 (2022)                     | 1 001              | modifier les données · modifier les données |
| Saint-Georges-de-Didonne      | 17333      | CA Royan Atlantique | 10,58            | 5 093 (2022)                      | 481                | modifier les données · modifier les données |
| Vaux-sur-Mer                  | 17461      | CA Royan Atlantique | 5,97             | 4 030 (2022)                      | 675                | modifier les données · modifier les données |
| Canton de Royan               | 1717       |                     | 35,85            | 28 445 (2022)                     | 793                | modifier les données                        |

## Démographie
En 2022, le canton comptait 28 445 habitants, en évolution de +3,4 % par rapport à 2016 (Charente-Maritime : +4,04 %, France hors Mayotte : +2,11 %).
| 2013   | 2018   | 2022   |
| ------ | ------ | ------ |
| 27 074 | 27 701 | 28 445 |